# もっと ぎゅっと ハート
「もっと ぎゅっと ハート」は、おはガールちゅ!ちゅ!ちゅ!のデビューシングル。2012年8月7日にハピネットから発売された。

## 概要
- 自身が出演する、バンダイ「ハッピーチュチュチュリボン」のCMソングである。
- リボンを使ったダンスを披露している。[2]
- 1万人と、曲中の振り付けである「ちゅ!ちゅ!ちゅ!ポーズ」をするという企画が行われたが、結果は9536人で達成することは出来なかった。

## 収録曲

### 通常盤
1. もっと ぎゅっと ハート
作詞・作曲・編曲：MEG.ME
2. リボンの星☆!!!
作詞・作曲：フジノタカフミ、編曲：鳴瀬シュウヘイ

### 限定盤 Type-A
1. もっと ぎゅっと ハート
2. リボンの星☆!!!
3. もっと ぎゅっと ハート（カラオケ）

付属DVD Type-A
1. もっと ぎゅっと ハート MV
2. 特典映像：MVメイキング

### 限定盤 Type-B
1. もっと ぎゅっと ハート
2. リボンの星☆!!!
3. もっと ぎゅっと ハート（カラオケ）

付属DVD Type-B
1. もっと ぎゅっと ハート MV
2. 特典映像：ちゅっと答えまちゅ!

## 発売記念インストア・イベント
シングル発売を記念し、2012年8月6日から30日にかけてにインストア・イベントが開催された。
| 公演日  | 都道府県 | 会場                            | 参加メンバー   |
| ------- | -------- | ------------------------------- | -------------- |
| 8月6日  | 埼玉県   | HMV大宮ロフト店                 | 全員           |
| 8月8日  | 東京都   | ソフマップ秋葉原                | 全員           |
| 8月10日 | 東京都   | 新星堂本社ビル                  | 全員           |
| 8月11日 | 東京都   | 池袋サンシャインシティ 噴水広場 | 全員           |
| 8月18日 | 東京都   | アーバンドック ららぽーと豊洲   | 全員           |
| 8月26日 | 神奈川県 | ラゾーナ川崎プラザ              | 全員           |
| 8月30日 | 大阪府   | タワーレコード梅田NU茶屋町店    | ゆうな・ひなこ |